# Motihari
Motihari là một thành phố và khu đô thị của quận Purba Champaran thuộc bang Bihar, Ấn Độ.

## Địa lý
Motihari có vị trí 26°39′B 84°55′Đ / 26,65°B 84,92°Đ Nó có độ cao trung bình là 62 mét (203 feet).

## Nhân khẩu
Theo điều tra dân số năm 2001 của Ấn Độ, Motihari có dân số 101.506 người. Phái nam chiếm 54% tổng số dân và phái nữ chiếm 46%. Motihari có tỷ lệ 69% biết đọc biết viết, cao hơn tỷ lệ trung bình toàn quốc là 59,5%: tỷ lệ cho phái nam là 74%, và tỷ lệ cho phái nữ là 63%. Tại Motihari, 15% dân số nhỏ hơn 6 tuổi.